# Helga Deprez
Helga Deprez (10 november 1945) is een Belgische voormalige atlete, die gespecialiseerd was in het hoogspringen en het kogelstoten. Zij werd vijfmaal Belgisch kampioene.

## Loopbaan
Deprez werd in 1969 zowel in het hoogspringen als in het kogelstoten Belgisch kampioene. Tot 1974 volgden nog drie titels in het kogelstoten. Zij was aangesloten bij Beerschot AC.

## Belgische kampioenschappen
| Onderdeel    | Jaar                   |
| ------------ | ---------------------- |
| hoogspringen | 1969                   |
| kogelstoten  | 1969, 1970, 1971, 1974 |

## Persoonlijke records
| Onderdeel    | Prestatie | Datum           | Plaats  |
| ------------ | --------- | --------------- | ------- |
| hoogspringen | 1,57 m    | 3 augustus 1969 | Brussel |
| kogelstoten  | 13,10 m   |                 |         |

## Palmares

### hoogspringen
- 1969:  BK AC - 1,57 m

### kogelstoten
- 1969:  BK AC - 11,95 m
- 1970:  BK AC - 12,24 m
- 1971:  BK AC - 12,77 m
- 1974:  BK AC - 12,56 m